# Jan Hauser
Jan Hauser, född den 19 januari 1985 i Glarus, Schweiz, är en schweizisk curlingspelare.
Han tog OS-brons i herrarnas curlingturnering i samband med de olympiska curlingtävlingarna 2010 i Vancouver.